# 1652
Cette page concerne l'année 1652  du calendrier grégorien.
L'année 1652 est une année bissextile qui commence un lundi.

## Événements
- 24 mars : attaque d'Achansk par les Mandchous, premier affrontement russo-chinois sur l’Amour à la suite de la campagne de Yerofey Khabarov (1649-1651)[1].
- 6 avril : les Hollandais fondent la colonie du Cap en Afrique du Sud pour la Compagnie néerlandaise des Indes orientales[2].
  - Deux cents Hollandais conduits par Jan van Riebeeck s’installent au Cap. À l’abri d’un fort, ils cultivent des céréales et introduisent le cheval. Les habitants du Cap et de ses environs immédiats se donnent le nom de free burghers (bourgeois libre). La Compagnie mère exerce un strict monopole sur les échanges, mais les colons instaurent une vie patriarcale et biblique, se donnant le nom de peuple paysan pour fuir la civilisation mercantile, les Boers. Les rapports entre les Boers, les Hottentots, les Xhosas et les Cafres sont mauvais, les derniers n’obéissant pas aux mêmes lois sur l’échange et la propriété. Pour les Hottentots, la terre n’appartient à personne, et on ne saurait la « défendre » par une palissade. Pour les Xhosas, une vache ne peut être échangée contre un objet inanimé. L’usage est de restituer, dans l’échange, un des rejetons de la femelle, la vache servant de gage. Se procurant ainsi des bêtes auprès des Xhosas, les Boers sont surpris et furieux de les voir disparaître, enlevées dès qu’elles ont mis bas.
- 18 mai : l'état de Rhode Island adopte une loi pour interdire l'esclavage, la première en Amérique du Nord[3] ; les négociants de Providence et de Newport continuent le commerce des esclaves avec d'autres colonies.
- 7 août[4] : reprise de Guilin aux Mandchous par le général Li Dingguo pour les Ming du sud. Il contrôle la région du Guangxi pendant 5 ans[5].
- 29 septembre : arrivée à Cayenne des huit cents membres de l'expédition envoyée par la Compagnie des Douze Seigneurs de la France équinoxiale, partie de Paris le 18 mai via le Havre sous la conduite du Général de Roiville. Elle abandonne la Guyane le 27 décembre 1653 face à la maladie et aux attaques des Amérindiens[6].

- 22 novembre : le Maine devient partie du Massachusetts[7].

- Le sultan d’Oman ibn Saïf aide Zanzibar et Pemba dans une révolte contre les Portugais[8]. Sa flotte attaque les comptoirs portugais de Pate et de Zanzibar.
- Début du règne de Kaladjan Coulibaly (royaume bambara de Ségou) jusqu'en 1682[9].
- Mozambique : le monomotapa (Karanga) Mavoura Mhandé se convertit au catholicisme, mais sa puissance décline, car ses vassaux se détachent peu à peu de lui. Sous le règne de son successeur Siti Karurukumusapa (1652-1666), qui prend le nom de Dom Domingos après son baptême, la situation devient critique pour les Portugais[10].
- Fondation d'Irkoutsk en Sibérie par le cosaque Ivan Pokhabov[11].
- Rébellions contre le quitrent, rentes perpétuelles dues au seigneur, dans le Maryland (cinq entre 1652 et 1689)[12].

### Europe
- 12 février : le Rump proclame l’union de l’Angleterre et de l’Écosse ; la déclaration est lue à Édimbourg le 21 avril[13].
- 19 février : à la requête de la république de Venise, le vénitien Pietro Ottoboni (futur pape Alexandre VIII) est créé Cardinal par le pape Innocent X[14].
- 9 mars, république des Deux Nations : la Diète est rompue par le veto du député d’Upita, Ladislas Sicinski (pl), à l’incitation du prince Janus Radziwill (rupture provoquée par les troubles en Ukraine). La pratique du liberum veto est reconnue en Pologne[15]. En accordant un droit de veto à tous les députés, elle renforce un système de gouvernement anarchique qui fait passer les intérêts particuliers de la noblesse avant ceux de l’État. Sur 55 Diètes tenues de 1652 à 1704, 48 se dissolvent avant d’avoir achevé leurs travaux.
- 12 mai : reddition de Galway en Irlande[16].

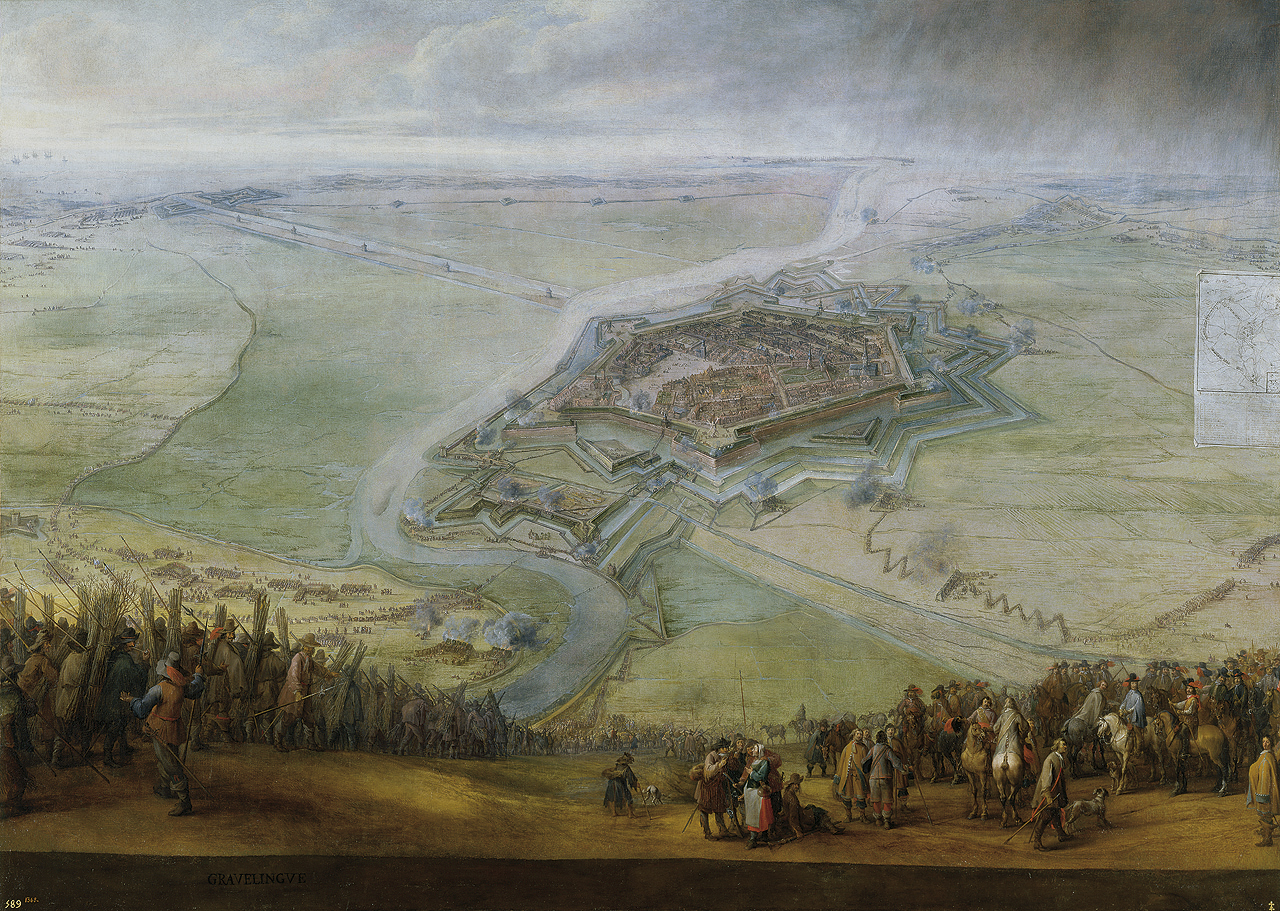
Le siège de Gravelines par l'archiduc Léopold (1652), par Pieter Snayers (musée du Prado).

- 18 mai : les Espagnols prennent Gravelines[17].
- 28 mai, Italie : le marquis de Caracena prend Trino[17].
- 29 mai : combat naval de Goodwin Sands entre Blake et Tromp près de Douvres[18].
- Mai : vision de George Fox à Pendle Hill (Lancashire), considérée comme la date de la fondation spirituelle de la future Société des Amis[19].

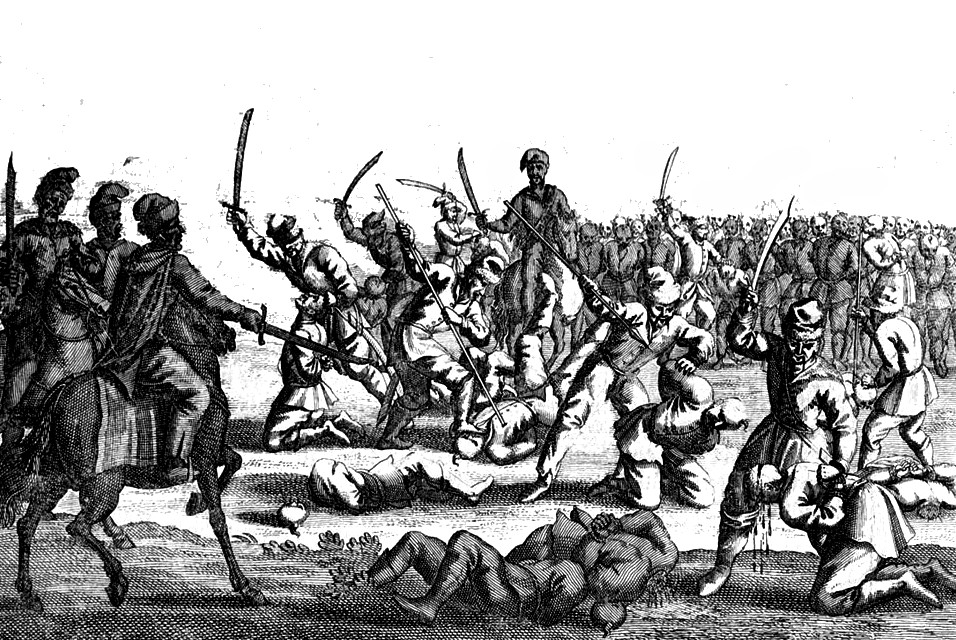
2 juin : massacre des captifs polonais après la bataille de Batoh.

- 1er-2 juin : victoire décisive des Zaporogues sur les Polonais à la bataille de Batoh, sur le Boug méridional[20]. En décembre, Bogdan Khmelnitski ouvre des négociations avec le tsar Alexis Ier, et lui demande de rattacher l'Ukraine à la Russie[21]. Un accord est signé en 1654.
- 3 juillet, Italie : le marquis de Caracena prend Crescentino[17].

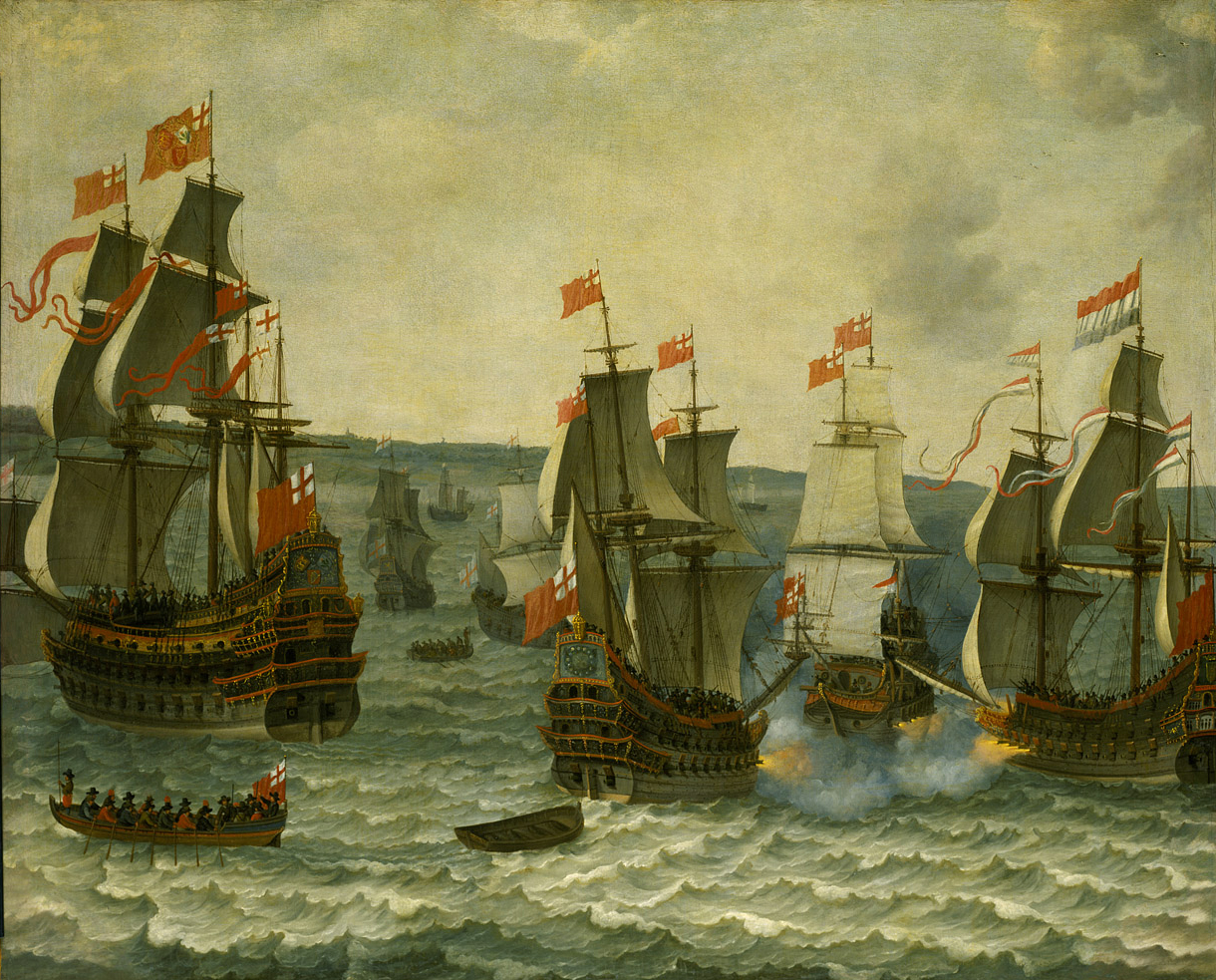
Combat naval pendant la Première guerre anglo-néerlandaise, toile d'Abraham Willaerts

- 17 juillet : guerre entre l’Angleterre et les Provinces-Unies (fin en 1654). La guerre étant officiellement déclarée par le Rump Parliament, les combats en Manche se multiplient[22].
- 25 juillet : Nikita Nikon (1605-1681) devient patriarche de Moscou (fin en 1658)[23]. Proche du tsar Alexis Ier, il obtient toute autorité en matière de réforme religieuse et fait réviser les traductions de l’Écriture sainte ce qui provoque l’opposition des « vieux croyants » dirigés par Avvakoum.
- 31 juillet : banqueroute en Espagne[24].
- 12 août : le sol des provinces de Leinster, de Munster et Ulster en Irlande est distribué aux créanciers du parlement et aux vétérans[25]. Un Acte d’Établissement (en) ordonne la déportation des Irlandais de souche dans les comtés de Connaught et de Clare, et la répartition des terres entre les 12 000 vétérans de l’armée anglaise.
- 14 août : Ferdinand III réitère la patente générale de réformation de 1638 et nomme une commission chargée de son exécution (17 février). Elle  impose la réforme catholique aux paysans de Basse-Autriche[26] ; il reconnait aux seuls nobles luthériens la « liberté de conscience » mais sans liberté de culte[27].
- 26 août : l'amiral anglais George Ayscue attaque en Manche un convoi hollandais commandé par Michiel de Ruyter, à la bataille de Plymouth[18].
- 6 septembre : victoire hollandaise sur l'Angleterre entre l'île d'Elbe et Monte-Christo[28].
- 8 octobre : victoire anglaise à la bataille de Kentish Knock devant l'embouchure de la Tamise[22].

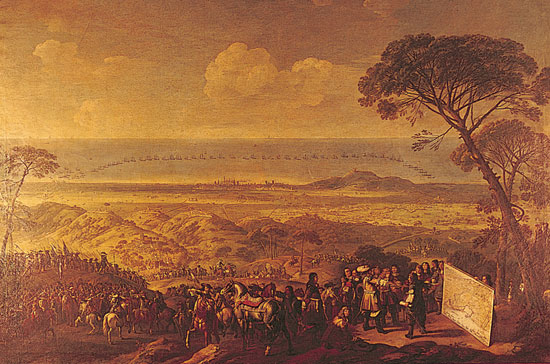
13 octobre : prise de Barcelone.

- 13 octobre : prise de Barcelone par Juan José d'Autriche[29]. Les Castillans réoccupent Barcelone à la faveur de la Fronde.
- 15 octobre : bulle Instaurandae regularis disciplinae. Le pape Innocent X réforme le clergé régulier en Italie. Il entreprend de le recenser et compte 70 000 religieux répartis dans 6 238 couvents (les Célestins, les Chartreux et Cisterciens échappent à ce recensement). Les congrégations issues de la Contre-Réforme (Barnabites, Somasques, Théatins, Jésuites) regroupent 5 000 religieux, les ordres mendiants 60 000 moines (34 000 Franciscains). La réforme doit supprimer 1 513 couvents, les plus petits et les plus pauvres[30]. Nombre de moines, chassés de leur couvent, ne sont pas acceptés par les nouveaux établissements car leurs revenus sont trop faibles. Jetés à la rue, ils se transforment souvent en mendiants et en pillards, suscitant crises et troubles. Devant les protestations, Rome revient sur sa décision. La fermeture des couvents doit dépendre désormais d’une enquête locale qui décide de la viabilité des établissements. Près de 40 % des couvents supprimés sont rétablis dès 1654[31].
- 21 octobre, Italie : le marquis de Caracena prend Casal. Les troupes françaises évacuent l'Italie du Nord et la Catalogne[17].
- 10 décembre : les Hollandais sont victorieux des Anglais à la bataille de Dungeness[22].

- Oukase élargissant le recrutement militaire à de nouvelles catégories sociales en Russie[32].
- Peste bubonique en Sardaigne (fin en 1656)[33].

#### France

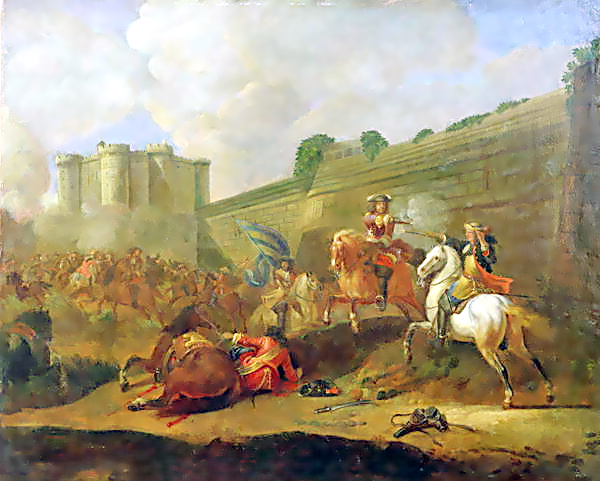
2 juillet : bataille du faubourg Saint-Antoine

- 24 janvier : alliance de Condé et de Gaston d’Orléans contre Mazarin[34].
- 28 janvier : Mazarin rejoint la Cour à Poitiers[35].
- 19 février : Gondi devient cardinal de Retz[36]. Sa popularité à Paris s’effondre.
- Mars : Condé marche vers le nord d'Agen à Orléans où il prend le commandement de l'armée des princes le 1er avril[35].
- 2-5 avril : désordres sur le pont Neuf à Paris[37].
- 7 avril : Condé, victorieux à la bataille de Bléneau sur d'Hocquincourt, est battu le lendemain à Gien par Turenne, redevenu loyaliste. Il marche sur Paris (11-12 avril)[35].
- 21 mai : déclaration royale confirmant l'Édit de Nantes et annulant les restrictions apportées par Louis XIII aux Calvinistes dans le domaine civil et religieux[38].
- 2 juillet : Condé se heurte à Turenne au Faubourg Saint-Antoine. Anne-Marie-Louise d'Orléans (la Grande Mademoiselle), fille de Gaston d’Orléans fait tirer le canon de la Bastille sur les troupes royales ce qui permet à Condé d’entrer dans la ville[35].
- 4 juillet : attaque et incendie de l’hôtel de ville par les émeutiers du parti des princes et instauration d’un régime de terreur dominé par Condé, Gaston d’Orléans, lieutenant général du royaume; Beaufort, gouverneur de Paris et Broussel, prévôt des marchands[35].
- 6 août : Louis XIV convoque à Pontoise les membres du Parlement qui entendent lui rester fidèle[35].
- 19 août : sous la pression des parlementaires, Mazarin gagne Bouillon[39].
- 27 août : les princes refusent l’amnistie partielle proposée par le roi[40].
- 24-28 septembre : les Parisiens réclament le retour du roi[35].
- 13 octobre : Condé est chassé de Paris par les bourgeois[39]. Son départ pour la Flandre, puis l’Espagne met fin à la Fronde.
- 21 octobre : Louis XIV et Anne d'Autriche entrent triomphalement dans Paris[35].
- 28 octobre : traité de Limours, ratifié par le roi le 31 octobre. Gaston d'Orléans est exilé à Blois[40].
- 13 novembre : rentrée du Parlement. Condé et Conti sont déclarés par le roi coupable de lèse-majesté[41].
- 19 décembre : Retz, arrêté au Louvre, est incarcéré au Château de Vincennes[35].

## Naissances en 1652
- 17 janvier : Claude Guy Hallé, peintre français († 5 novembre 1736).
- 13 février : Anton Domenico Gabbiani, peintre italien du baroque tardif de l'école florentine († 22 novembre 1726).
- 7 avril : Lorenzo Corsini, futur pape sous le nom de Clément XII, en latin Clemens duodecimus († 6 février 1740).
- 4 mai : Kangxi 康熙 (nom de règne) ou Xuányè 玄晔 (nom personnel), empereur chinois de la dynastie Qing, qui eut le règne le plus long de l'histoire de la Chine, de 1661 à 1722 († 22 décembre 1722).
- 27 mai : Élisabeth-Charlotte de Bavière, princesse Palatine, à Heidelberg.
- 29 octobre : Jan Wyck, peintre néerlandais († 17 mai 1702).
- 3 novembre : Robert Bonnart, peintre et graveur français († 17 juin 1733).
- 20 novembre : Louis Counet, peintre liégeois († 5 août 1721).
- 10 décembre : Marcantonio Chiarini, architecte et peintre baroque italien († 1730).
- Date précise inconnue :
  - Andrea Belvedere, peintre italien († 1732).
  - Cornelis Boumeester, peintre et faïencier hollandais († 9 novembre 1733).
  - Cornelis de Bruijn, graveur, peintre, voyageur et écrivain néerlandais († vers 1727).
  - Domenico Tempesti, graveur et peintre baroque italien de l'école florentine († vers 1718).
- Vers 1652 :
  - Elias van den Broeck, peintre de natures mortes néerlandais († 6 février 1708).
  - Diego de Xáraba y Bruna, compositeur et organiste espagnol († vers 1716).

## Décès en 1652
- 19 janvier : Jean d'Escorbiac, homme de lettres français (° 3 juin 1564).
- 20 janvier : Claude Ménard, érudit, magistrat, puis prêtre catholique français (° 1er septembre 1574).
- 30 janvier : Georges de La Tour, peintre français (° 14 mars 1593).
- 7 février : Philipp Christoph von Sötern, évêque de Spire et archevêque, prince-électeur de Trèves (° 11 décembre 1567).
- 10 février : Isaacus Rothovius, évêque de Turku (° 1er novembre 1572).
- 17 février : Gregorio Allegri, prêtre, chantre d'église et compositeur italien (° 1582).
- 26 février : Charles d'Angennes, marquis de Rambouillet, vidame du Mans et seigneur d’Arquenay (° 1577).
- 13 mars : Claude Bouthillier, qui avait été surintendant des finances sous Louis XIII, époux ce Marie de Bragelogne, ou Bragelonne (° 4 février 1581).
- 1er avril : Giacomo Lomellini, 97e doge de Gênes (° 28 avril 1585).
- 19 avril : Marcello Lante, cardinal italien (° 1569).
- 21 avril : Pietro della Valle dit Pellegrino, aventurier et explorateur italien du XVIIe siècle (° 2 avril 1586).
- 25 avril : Jean-Pierre Camus, théologien et écrivain français (° 3 novembre 1584).
- 5 mai : Michel Le Nobletz, missionnaire de la réforme catholique français (° 29 septembre 1577).
- 10 mai : Jacques Nompar de Caumont, duc et maréchal de la Force (° 30 octobre 1558).
- 16 mai : Philippe d'Outreman, prêtre jésuite des Pays-Bas méridionaux, pédagogue et écrivain (° 28 avril 1585).
- 21 juin : Inigo Jones, architecte anglais (° 15 juillet 1573).
- 8 juillet : Mme de Rhodes qui aurait été indisposée en apprenant le péril auquel était exposé son beau-père, le maréchal de L'Hospital à la journée des pailles.
- 14 juillet : Otto Van Heurne, médecin, philosophe et théologien néerlandais (° 8 septembre 1577).
- 18 juillet : Paul Jules Mancini, un neveu de Mazarin en qui celui-ci plaçait beaucoup d'espoir est blessé à mort, le 2, à la bataille du faubourg Saint-Antoine (° 1636).
- 25 juillet : Cosme Béchet, juriste français (° 1576).
- 30 juillet : Le duc de Nemours, tué en duel par son beau-frère, le duc de Beaufort (° 12 avril 1624).
- 9 août : Frédéric-Maurice de La Tour d'Auvergne, duc de Bouillon, prince de Sedan, comte d'Evreux, noble et militaire français (° 22 octobre 1605).
- 10 août : À deux ans, le duc de Valois, seul fils de Gaston d'Orléans. Il était très contrefait et anormal mentalement. Il ne parlait ni ne marchait à deux ans.
- 14 août : Abraham Elzevier (1592-1652), libraire et imprimeur à Leyde ; son oncle Bonaventure Elzévir (1583-1652) meurt peu après.
- 26 août : Thomas Esterhazy, noble et militaire hongrois (° 20 décembre 1625).
- 28 août : Benjamin Gerritsz Cuyp, peintre néerlandais (° décembre 1612).
- 2 septembre : Jusepe de Ribera, peintre et graveur espagnol (° 12 janvier 1591).
- 25 septembre : Jan Treck, peintre néerlandais (° 1606).
- 1er octobre :
  - Jan Asselyn, peintre et dessinateur néerlandais (° vers 1610).
  - François Nicolas Baudot, sieur Dubuisson-Aubenay, auteur du Journal des guerres civiles (1648-1652), qui raconte la Fronde au quotidien, des suites d'une fluxion de poitrine (° vers 1590).
- 3 octobre : Scipione Chiaramonti, mathématicien et philosophe italien (° 21 juin 1565).
- 11 octobre : Léon Le Bouthillier de Chavigny, père de Claude décédé le 13 mars, à l'âge de 44 ans. Condé l'accusait de l'avoir trahi. Il serait mort d'émotion à la suite du torrent d'insultes de ce prince[42]. (° 28 mars 1608).
- 13 octobre : Abraham Verhoeven, premier gazetier connu des Pays-Bas méridionaux (° 1575).
- 7 novembre :
  - Henri-Robert de La Marck, noble et militaire français (° 1575).
  - Charlotte-Marie de Lorraine, demoiselle de Chevreuse à 25 ans. Fille de Marie de Rohan, duchesse de Chevreuse, maîtresse de Gondi, promise un temps en gage de réconciliation à Conti (° 1627).
- 28 novembre :
  - Bartholomeus van Bassen, peintre, illustrateur et architecte néerlandais (° vers 1590).
  - Clément Metezeau, architecte français (° 6 février 1581)[43].
- ? novembre : Francesco Stelluti, naturaliste et poète italien (° 1577).
- 25 décembre : Alonso de Sandoval, prêtre jésuite espagnol (° 7 décembre 1576).
- Date précise inconnue :
  - Chen Hongshou, peintre de genre chinois (° 1598).
  - Gerrit Willemsz Horst, peintre néerlandais (° vers 1612).
  - Simon Kick, peintre néerlandais (° 1603).
  - Jan Aertsen Marienhof, peintre néerlandais (° 1626).
  - Elias Vonck, peintre hollandais (° 1605).